# Arco do Cego CCFL
(MAPA)
Arco do Cego é a designação de ponto de passagem de algumas carreiras da Carris situado no Centro da cidade de Lisboa, Portugal.

## Localização

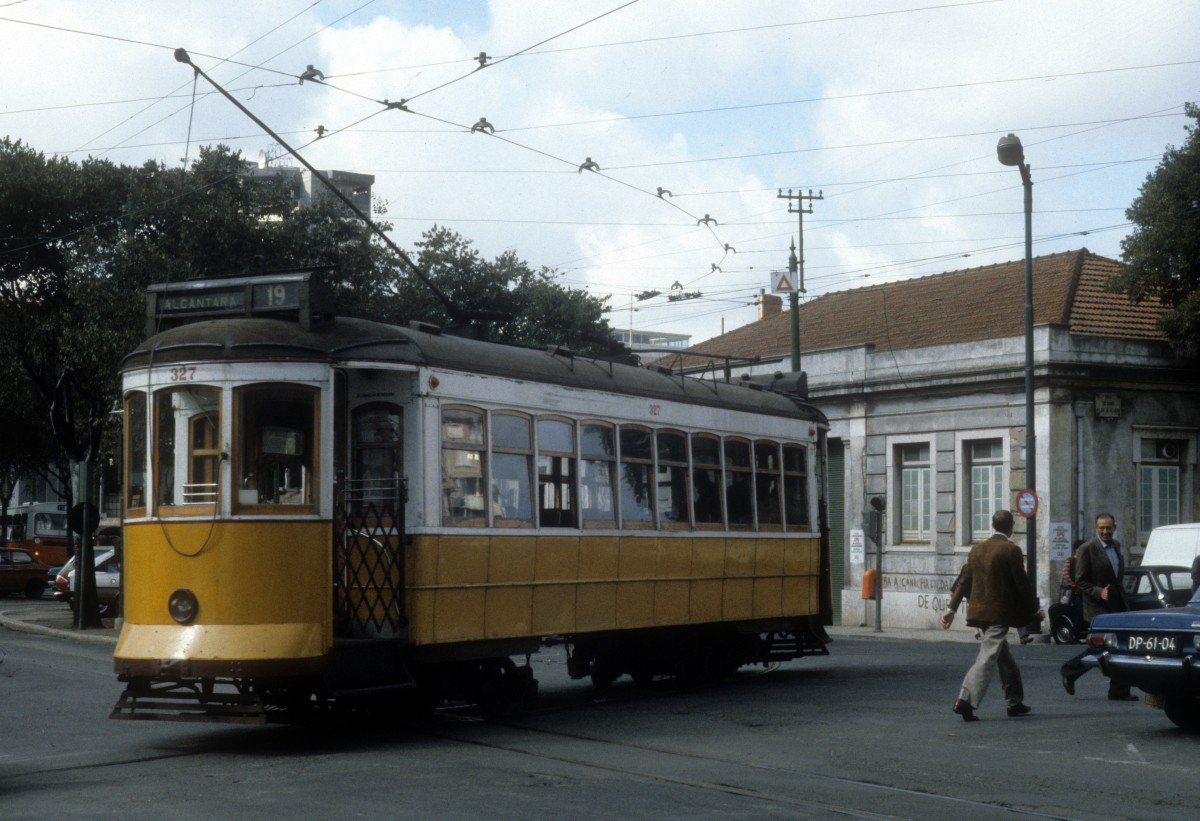
Elétrico “salão” a virar para o Arco do Cego em 1982. Em fundo, o edifício que albergaria mais tarde a Loja Mob.

Ocupa uma zona situada na confluência das seguintes artérias:
- Rua de Dona Estefânia;
- Avenida Rovisco Pais;
- Rua de Dona Filipa de Vilhena;
- Avenida Duque d’Ávila;
- Avenida dos Defensores de Chaves;
- Avenida João Crisóstomo.

Próximo a este terminal encontra-se a antiga estação do Arco do Cego da Carris, que funcionou como recolha de eléctricos da empresa até 1997. Mais tarde, albergou um terminal de autocarros de longo-curso e serve agora como parque de estacionamento. Junto a este edifício encontra-se o Jardim do Arco do Cego e uma das lojas Mob da Carris, na esquina da Rua de Dona Filipa de Vilhena com a Avenida Duque d’Ávila.

## Carreiras da Carris
Arco do Cego é ponto de passagem das seguintes carreiras da Carris:
| C.ª | Percurso                                 |
| --- | ---------------------------------------- |
| 713 | Alameda ⇄ Estação de Campolide           |
| 716 | Alameda ⇄ Benfica - Avenida Grão Vasco   |
| 720 | Alcântara ⇄ Picheleira                   |
| 726 | Sapadores ⇄ Pontinha - Centro            |
| 742 | Bairro Madre de Deus ⇄ Ajuda             |
| 767 | Campo dos Mártires da Pátria ⇄ Reboleira |

## Metropolitano
Esta placa intermodal conta com acesso ao Metropolitano de Lisboa desde 2009, quando foi aberto ao público o novo troço da via transversal desta empresa que liga a estação do Oriente a São Sebastião, denominada linha do Oriente.
No Arco do Cego há ligação com as seguintes linhas do Metropolitano de Lisboa:
| Linha          | Estação  | Percurso                  |
| -------------- | -------- | ------------------------- |
| Linha Amarela  | Saldanha | Rato ⇄ Odivelas           |
| Linha Vermelha | Saldanha | São Sebastião ⇄ Aeroporto |